# Politické strany předrevolučního Ruska
Moderní politické strany v carském Rusku mohly oficiálně vstoupit na politickou scénu až po revoluci v roce 1905. Do této doby byly politické strany a hnutí považovány za nelegální a musely pracovat v ilegalitě. Jejich legalizace byla spojená s Říjnovým manifestem cara Mikuláše II. z října 1905, ve kterém car Mikuláš II. vyjádřil svoji vůli:
| „ | 1. Darovat obyvatelstvu nezadatelné základy občanské svobody na principech platné nedotknutelnosti osoby, svobody svědomí, slova, shromažďování a sdružování. | “ |

Po roce 1905 až do roku 1917 se nicméně ruská politické scéna profilovala víceméně do klasického spektra pravice - střed - levice. Vedle celoruských resp. ruských politických stran se v rámci Ruské říše zformovaly také národní strany, které byly na jednu stranu národními odnožemi ruských stran (jako byly sociálně demokratické strany) a nebo zastupovaly zcela odlišné politické ideologie a zájmy (například židovské politické strany). Období tzv. dumské monarchie po roce 1905 bylo charakteristické relativní politickou nestabilitou a opakujícími volebními kampaněmi do první komory ruské Dumy. Dalším problémem byl protiklad nebo latentní konflikt mezi Dumou a ruskou vládou. Od existence I. Dumy existoval otevřený i latentní rozpor mezi tím, jak viděla politiku a svojí roli Duma a jak ji viděla carem jmenovaná vláda. Klasický vztah mezi zákonodárnou mocí a výkonnou mocí nebyl v době dumské monarchie zdaleka realitou. Relativně nestabilnější byla tzv. III. Duma (1907–1912) a její spolupráce s ministerským předsedou Petrem Stolypinem (1906–1911). Tato spolupráce byla postavena na kooperaci mezi Stolypinovou vládou a především Oktjabristy a Kadety.

## Nejvýznamnější strany a politická hnutí
- Sociální demokracie
  - Sociálně demokratická dělnická strana Ruska
    - Menševici
    - Bolševici

  - Eseři (Strana socialistů-revolucionářů)
  - Trudovici
  - Národní socialisté
- Narodnaja volja

- Autonomisté

- Nacionalisté
  - Svaz ruského lidu
  - Progresisté
  - Černosotněnci (mimoparlamentní hnutí)

- Liberálové
  - Kadeti (Konstitučně demokratická strana)
  - Oktjabristé (Svaz 17. října)